# Varietat algebraica
|  | Per a altres significats, vegeu «Varietat». |

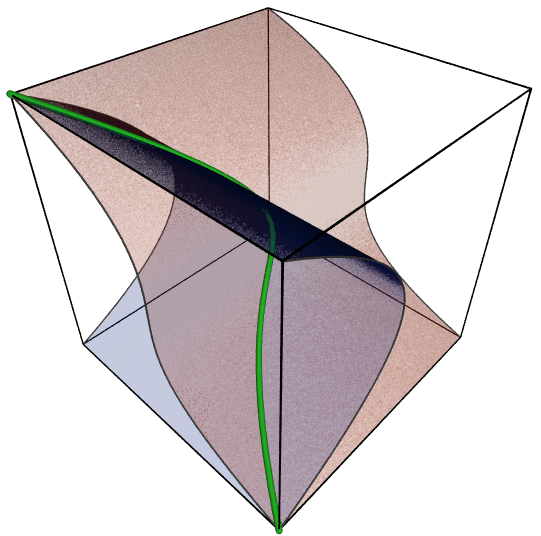
La cúbica torçada és una varietat algebraica projectiva.

En matemàtiques, una varietat algebraica és essencialment un conjunt de zeros comuns d'un conjunt de polinomis. Les varietats algebraiques són un dels objectes centrals de l'estudi en la geometria algebraica clàssica (i esteses, també en la moderna).
Existeixen diferents convencions sobre la definició de varietat algebraica, que difereixen lleugerament entre si. Per exemple, algunes definicions exigeixen que la varietat algebraica sigui irreductible, la qual cosa vol dir que no sigui la unió de dos conjunts més petits que siguin tancats per la topologia de Zariski. Amb aquesta definició, les varietats algebraiques no irreductibles s'anomenen conjunts algebraics. Altres convencions no requereixen la irreductibilitat.
El concepte de varietat algebraica és similar al de varietat. Una diferència important és que una varietat algebraica pot tenir punts singulars, mentre que una varietat no en pot tenir.
El teorema fonamental de l'àlgebra estableix una connexió entre l'àlgebra i la geometria, mostrant que un polinomi mònic (un objecte algebraic) en una variable amb coeficients complexos està determinat pel conjunt de les seves arrels (un objecte geomètric) en el pla complex. Com a generalització d'aquest resultat, el teorema dels zeros de Hilbert (Nullstellensatz) proporciona una correspondència fonamental entre els ideals dels anells de polinomis i els conjunts algebraics. Amb la utilització del Nullstellensatz i altres resultats relacionats, els matemàtics han establert una forta correspondència entre qüestions sobre conjunts algebraics i qüestions sobre teoria d'anells. Aquesta correspondència és l'especificitat de la geometria algebraica.

## Introducció i definicions
Una varietat afí sobre un cos algebraicament tancat és, conceptualment, el tipus de varietat més senzill de definir. A continuació, hom pot definir les varietats projectives i quasiprojectives d'una manera semblant. La definició més general de varietat s'obté enganxant diverses varietats quasiprojectives més petites. No és obvi que es puguin construir nous exemples de varietats amb aquest procediment, però Nagata en va donar un nou exemple en la dècada dels 1950.

### Varietats afins
Sigui k un cos algebraicament tancat, i sigui An un n-espai afí sobre k. Els polinomis f de l'anell k[x1, ..., xn] es poden veure com a funcions k-valuades sobre An, avaluant f en els punts de An, per exemple prenent valors de k per a cada xi. Per a cada conjunt S de polinomis de k[x1, ..., xn], definim el conjunt de zeros Z(S) com el conjunt de punts de An sobre els quals s'anul·len simultàniament les funcions de S, és a dir,
{\displaystyle Z(S)=\left\{x\in \mathbf {A} ^{n}\mid f(x)=0{\text{ per a tot }}f\in S\right\}}.
Un subconjunt V de An s'anomena conjunt algebraic afí si V = Z(S) per a algun S. Un conjunt algebraic afí no buit V s'anomena irreductible si no es pot escriure com a la unió de dos subconjunts algebraics propis. Un conjunt algebraic afí irreductible també s'anomena varietat afí. (Molts autors utilitzen l'expressió varietat afí per referir-se a qualsevol conjunt algebraic afí, irreductible o no.)
Hom pot dotar les varietats afins d'una topologia natural, definint que els conjunts tancats són precisament els conjunts algebraics afins. Aquesta topologia s'anomena topologia de Zariski.
Donat un subconjunt V de An, es defineix I(V) com l'ideal de totes les funcions polinòmiques que s'anul·len sobre V:
{\displaystyle I(V)=\left\{f\in k[x_{1},\cdots ,x_{n}]\mid f(x)=0{\text{ per a tot }}x\in V\right\}.}
Per a qualsevol conjunt algebraic afí V, l'anell de coordenades o anell d'estructura de V és el quocient de l'anell de polinomis per aquest ideal.

### Varietats projectives i varietats quasiprojectives
Sigui k un cos algebraicament tancat i sigui Pn l'espai projectiu de dimensió n sobre k. Sigui f de k[x0, ..., xn] un polinomi homogeni de grau d. No està ben definit avaluar f sobre punts de Pn en coordenades homogènies. Tot i això, com que f és homogeni, és a dir f(λx0, ..., λxn) = λd f(x0, ..., xn), sí que té sentit preguntar-se si f s'anul·la en un punt [x0 : ... : xn]. Per a tot conjunt S de polinomis homogenis, definim el conjunt de zeros de S com el conjunt de punts de Pn sobre els quals s'anul·len les funcions de S:
{\displaystyle Z(S)=\{x\in \mathbf {P} ^{n}\mid f(x)=0{\text{ per a tot }}f\in S\}}.
Hom diu que un subconjunt V de Pn és un conjunt algebraic projectiu si V = Z(S) per a algun S. Un conjunt algebraic projectiu irreductible s'anomena una varietat projectiva.
Hom també pot dotar les varietats projectives de la topologia de Zariski, declarant que tots els conjunts algebraics siguin tancats.
Donat un subconjunt V de Pn, sigui I(V) l'ideal generat per tots els polinomis homogenis que s'anul·len sobre V. Per a qualsevol conjunt algebraic projectiu V, l'anell de coordenades de V és el quocient de l'anell de polinomis per aquest ideal.
Una varietat quasiprojectiva és un subconjunt obert en el sentit de Zariski d'una varietat projectiva. Cal observar que tota varietat afí és quasiprojectiva. Cal notar també que el complement d'un conjunt algebraic d'una varietat afí és una varietat quasiprojectiva; en el context de les varietats afins, hom acostuma a dir que una tal varietat quasiprojectiva és un conjunt constructible.

### Varietats abstractes
En geometria algebraica clàssica, totes les varietats eren, per definició, varietats quasiprojectives, en el sentit de què eren subvarietats obertes de subvarietats tancades de l'espai projectiu. Per exemple, en el Capítol 1 de Hartshorne, es defineix una varietat sobre un cos algebraicament tancat com una varietat quasiprojectiva, però a partir del Capítol 2, el terme varietat (també dit varietat abstracta) es refereix a un objecte més general, que localment és una varietat quasiprojectiva, però que no és quasiprojectiva quan es veu com un objecte complet; és a dir, pot no tenir una immersió en l'espai projectiu. Així, la definició clàssica d'una varietat algebraica necessitava una immersió en l'espai projectiu, i s'utilitzava aquesta immersió per definir la topologia sobre la varietat i les funcions regulars sobre la varietat. El problema d'aquesta definició és que no totes les varietats disposen d'una immersió natural en l'espai projectiu. Per exemple, amb aquesta definició, el producte P¹ × P¹ no és una varietat a menys que se submergeixi en l'espai projectiu; això es pot fer mitjançant la immersió de Segre. Tanmateix, qualsevol varietat que admeti una immersió en l'espai projectiu n'admet moltes altres amb la immersió de Veronese. En conseqüència, moltes nocions que haurien de ser intrínseques, com el concepte de funció regular, no ho són de manera òbvia.
L'intent reeixit més recent per definir una varietat algebraica de manera abstracta, sense utilitzar immersions, fou proposat per André Weil. En la seva obra Foundations of Algebraic Geometry, Weil definí una varietat algebraica abstracta emprant valoracions. Claude Chevalley va crear la definició d'un esquema, que tenia un objectiu similar, però que era més general. Tot i això, la definició d'esquema d'Alexander Grothendieck és encara més general, i és la que està més acceptada. En terminologia de Grothendieck, es pot definir una varietat algebraica abstracta com un esquema separat integral de tipus finit sobre un cos algebraicament tancat, encara que alguns autors no requereixen que sigui irreductible, o reduït, o separat, o fins i tot permeten que el cos subjacent no sigui algebraicament tancat. Amb aquesta definició, les varietats algebraiques clàssiques són els esquemes separats integrals quasiprojectius de tipus finit sobre un cos algebraicament tancat.

#### Existència de varietats algebraiques abstractes no quasiprojectives
Un dels primers exemples d'una varietat algebraica no quasiprojectiva fou donat per Nagata. L'exemple de Nagata no era complet (l'anàleg de la compacitat), però poc després va trobar una superfície algebraica que era alhora completa i no projectiva. Des de llavors se n'han trobat altres exemples.

## Exemples

### Subvarietat
Una subvarietat és un subconjunt d'una varietat que és, al seu torn, una varietat (respecte de l'estructura induïda per la varietat ambient). Per exemple, tot subconjunt obert d'una varietat és una varietat.
El Teorema dels zeros de Hilbert afirma que les subvarietats tancades d'una varietat afí o projectiva estan en correspondència unívoca amb els ideals primers o els ideals primers homogenis de l'anell de coordenades de la varietat.

### Varietat afí

#### Exemple 1
Sigui k = C, i sigui A² l'espai afí bidimensional sobre C. Es poden interpretar els polinomis de l'anell C[x, y] com a funcions a valors complexos sobre A², si s'avaluen sobre els punts de A². Sigui S un subconjunt de C[x, y] que contingui un sol element f(x, y):
{\displaystyle f(x,y)=x+y-1}.
El conjunt de zeros de f(x, y) és el conjunt de punts de A² que fan que la funció s'anul·li: és el conjunt de tots els parells de nombres complexos (x, y) tals que y = 1 − x, que resulta ser una recta. En concret, és el conjunt Z(f):
{\displaystyle Z(f)=\{(x,1-x)\in \mathbf {C} ^{2}\}}.
Per tant, el subconjunt V = Z( f ) de A² és un conjunt algebraic. El conjunt V és no buit. És irreductible, ja que no es pot escriure com a unió de dos subconjunts algebraics propis; per tant, és una varietat algebraica afí.

#### Exemple 2
Sigui k = C, i sigui A² l'espai afí bidimensional sobre C. Els polinomis de l'anell C[x, y] es poden veure com a funcions a valors complexos sobre A², si s'avaluen en els punts de A². Sigui S el subconjunt de C[x, y] que conté un sol element g(x, y):
{\displaystyle g(x,y)=x^{2}+y^{2}-1}.
El conjunt de zeros de g(x, y) és el conjunt de punts de A² on s'anul·la aquesta funció; és a dir, el conjunt de punts (x,y) tals que x² + y² = 1. Com que g(x, y) és un polinomi absolutament irreductible (és a dir, és irreductible sobre els complexos), hom té una varietat algebraica. El conjunt dels seus punts reals (és a dir, els punts pels quals tant x com y són nombres reals) es coneix com a circumferència unitat; aquest nom també s'acostuma a donar a la varietat sencera.

#### Exemple 3
El següent exemple no és ni una hipersuperfície, ni un espai lineal, ni un sol punt. Sigui A3 l'espai afí tridimensional sobre C. El conjunt de punts (x, x², x3) amb x de C és una varietat; més concretament, és una varietat algebraica, i una corba algebraica que no està continguda en cap pla. És la cúbica torçada de la figura superior. Es pot definir mitjançant les equacions
{\displaystyle \left\{{\begin{aligned}y-x^{2}&=0\\z-x^{3}&=0.\end{aligned}}\right.}
La propietat de què el conjunt de solucions d'aquest sistema d'equacions sigui irreductible necessita una demostració. L'argument més senzil es basa en el fet que la projecció (x, y, z) ↦ (x, y) és injectiva sobre el conjunt de solucions i en què la seva imatge és una corba plana irreductible.
Per a exemples més complicats, sempre se'n pot donar una demostració similar, però els càlculs acostumen a ser més laboriosos: primer cal trobar una base de Gröbner per tal de calcular la dimensió de la varietat; a continuació es realitza un canvi lineal de variables (encara que no sempre és necessari); llavors es busca una base de Gröbner per a un altre ordre monomial per tal de calcular la projecció i per demostrar que és genèricament injectiva i que la seva imatge és una hipersuperfície, i finalment una factorització polinòmica per demostrar que la imatge és irreductible.

### Varietat projectiva
Una varietat projectiva és una subvarietat tancada d'un espai projectiu. És a dir, és el lloc geomètric dels zeros d'un conjunt de polinomis homogenis que generen un ideal primer.

#### Exemple 1

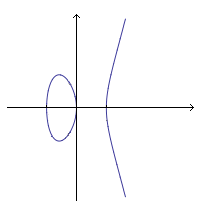
La corba del pla afí y² = x^{3} - x. La corresponent corba projectiva s'anomena corba el·líptica.

Una corba projectiva plana és el conjunt de zeros d'un polinomi homogeni irreductible en 3 variables. La recta projectiva P¹ és un exemple d'una corba projectiva, ja que apareix com el conjunt de zeros d'una coordenada homogènia en el pla projectiu. Com un altre exemple, considerem primer la corba cúbica afí
{\displaystyle y^{2}=x^{3}-x}
de l'espai afí bidimensional (sobre un cos de característica diferent a 2). Té la següent equació polinòmica homogènia cúbica associada:
{\displaystyle y^{2}z=x^{3}-xz^{2}},
que defineix una corba a P², anomenada corba el·líptica. La corba té gènere 1; en particular, no és isomorfa a la recta projectiva P¹, que té gènere 0. El gènere es pot emprar per poder distingir corbes: de fet, és el primer invariant que s'utilitza per a la classificació de corbes.

#### Exemple 2
Sigui V un espai vectorial de dimensió finita. La varietat grassmanniana Gn(V) és el conjunt de tots els subespais n-dimensionals de V. És una varietat projectiva: està submergida en un espai projectiu mitjançant la immersió de Plücker:
{\displaystyle {\begin{array}{ccc}G_{n}(V)&\hookrightarrow &\mathbf {P} (\wedge ^{n}V)\\\langle b_{1},\dots ,b_{n}\rangle &\mapsto &[b_{1}\wedge \dots \wedge b_{n}]\end{array}}}
on els bi és un conjunt qualsevol de vectors linealment independents de V, {\displaystyle \wedge ^{n}V} és l'n-sim producte exterior de V, i el parèntesi [w] representa la recta generada pel vector no nul w.
La varietat grassmanniana està dotada d'un fibrat vectorial natural (més concretament, d'un feix localment lliure) anomenat fibrat trivial, que és d'especial importància en l'estudi de les classes característiques com les classes de Chern.

### Exemple no afí i no projectiu
Una varietat algebraica pot no ser ni afí ni projectiva. Per donar un exemple, sigui X = P¹ × A¹ i sigui p: X → A¹ la seva projecció. Es tracta d'una varietat algebraica perquè és un producte de varietats. No és afí, ja que P¹ és una subvarietat tancada de X (en ser el conjunt de zeros de p), però una varietat afí no pot contenir una varietat de dimensió positiva com a subvarietat tancada. Tampoc no és projectiva perquè existeix una funció regular sobre X (de fet, aquesta funció és p).
Un altre exemple de varietat que no és ni afí ni projectiva és X = A² - (0, 0).

## Resultats bàsics
- Un conjunt algebraic afí V és una varietat si i només si I(V) és un ideal primer; equivalentment, V és una varietat si i només si el seu anell de coordenades és un domini d'integritat.[18][5]
- Tot conjunt algebraic afí no buit es pot escriure de manera única com una unió finita de varietats algebraiques, de tal manera que cap de les varietats de la descomposició sigui una subvarietat de cap altra.[19]

## Isomorfisme de varietats algebraiques
Siguin V1, V₂ dues varietats algebraiques. Hom diu que V1 i V₂ són isomorfes, i s'escriu V1 ≅ V₂, si existeixen aplicacions regulars φ : V1 → V₂ i ψ : V₂ → V1 tals que les composicions ψ ∘ φ i φ ∘ ψ són les aplicacions identitat sobre V1 i V₂ respectivament.

## Discussió i generalitzacions
Les definicions i fets bàsics vistos anteriorment permeten treballar des del punt de vista de la geometria algebraica clàssica. Per tal d'eixamplar el camp d'estudi (per exemple, per tractar amb varietats sobre cossos que no són algebraicament tancats), cal realitzar algunes modificacions de base. El concepte modern d'una varietat és considerablement més abstracte que l'anterior, encara que és equivalent per al cas de cossos algebraicament tancats. Una varietat algebraica abstracta és un tipus particular d'esquema; la generalització als esquemes en el seu vessant geomètric permet una extensió de la correspondència anterior a una classe més àmplia d'anells. Un esquema és un espai localment anellat tal que tot punt té un entorn que, vist com a espai localment anellat, és isomorf a un espectre d'un anell. Bàsicament, una varietat sobre k és un esquema, el feix estructural del qual és un feix de k-àlgebres, amb la propietat de què els anells R mencionats anteriorment són tots dominis d'integritat i són tots k-àlgebres finitament generades; és a dir, són els quocients d'àlgebres de polinomis per ideals primers.
Aquesta definició és vàlida per a qualsevol cos k. Permet connectar diverses varietats afins (al llarg de conjunts oberts comuns) sense preocupar-se de si l'objecte resultant es pot submergir en un cert espai projectiu. Tanmateix, això pot portar algunes dificultats, ja que hom podria introduir objectes patològics, com per exemple una recta afí amb l'origen duplicat. Normalment, no es vol que aquests objectes siguin considerats com a varietats, i hom els elimina afegint la condició addicional de què els esquemes que donen suport a la varietat siguin separats (estrictament parlant, hi ha una tercera condició: que el nombre de connexions en el sentit anterior sigui finit).
Una varietat algebraica completa és una varietat tal que, donada qualsevol aplicació d'un subconjunt obert d'una corba no singular continguda a la varietat, aquesta aplicació es pot estendre a tota la corba. Tota varietat projectiva és completa, però el recíproc no sempre és cert.
Tradicionalment, aquestes varietats s'han conegut amb el nom de «varietats en el sentit de Serre», perquè la publicació fundacional Faisceaux Algébriques Cohérents de Serre sobre cohomologia de feixos fou escrit precisament per a aquest tipus de varietats. Aquests objectes encara són comuns a l'hora d'iniciar-se en l'estudi de la geometria algebraica, fins i tot en el cas que s'utilitzin altres objectes auxiliars més generals.
Un camí per tal de generalitzar el concepte de varietat algebraica és permetre la consideració de conjunts algebraics reductibles (i cossos k que no siguin algebraicament tancats), de tal manera que els anells R poden no ser dominis d'integritat. Una modificació encara més significativa és permetre l'aparició de nilpotents en el feix d'anells. Un nilpotent d'un cos ha de ser 0: si se'n permeten als anells de coordenades, no es poden veure com a funcions de coordenades.
Des del punt de vista de la teoria de categories, sí que s'han de permetre els nilpotents, per tal d'aconseguir parlar de límits finits de varietats (i per obtenir productes fibrats). Geomètricament, això significa que les fibres de les funcions bones poden tenir uns estructura 'infinitesimal'. En la teoria d'esquemes de Grothendieck, aquestes dues visions estan reconciliades; però l'esquema general no permet copsar el contingut geomètric d'una varietat.
Existeixen altres generalitzacions anomenades espais algebraics i piles algebraiques.